# Department of Apocalyptic Affairs
Department of Apocalyptic Affairs (с англ. — «Отдел апокалиптических отношений») — второй студийный альбом норвежской группы Fleurety, вышедший в 2000 году на лейбле Supernal Music. Группа использовала приглашённых музыкантов норвежской музыкальной сцены.

## Список композиций
1. «Exterminators» — 6:50
2. «Face in a Fever» — 6:16
3. «Shotgun Blast» — 5:20
4. «Fingerprint» — 7:01
5. «Facets 2.0» — 5:14
6. «Last Minute Lies» — 7:54
7. «Barb Wire Smile (Snap Ant Version)» — 6:55
8. «Face in a Fever (Nordgaren Edit)» — 4:27

## Участники записи
- Александр Нордгарен — гитара
- Свейн Эгиль Хатлевик — ударные, синтезатор, вокал
- Пер Амунд Солберг — бас-гитара

### Приглашённые музыканты
- Карианна Хорн — вокал (треки 1, 4)
- Мэниак (Mayhem) — вокал (трек 3)
- Хэйди Гьермундсен — вокал (треки 5, 7)
- Вильде Локерт — вокал (трек 6)
- G. Playa (Ulver, Head Control System, Borknagar, Arcturus) — вокал (трек 6)
- Кнут Магне Валле (Arcturus) — соло-гитара (трек 1)
- Карл Август Тидеманн (Winds, Tritonus, Arcturus) — соло-гитара (трек 2, 4)
- Хеллхаммер (Arcturus, Mayhem, Winds) — ударные (трек 1)
- Айнар Съюрсё (Beyond Dawn, Virus, Ved Buens Ende) — ударные (трек 2)
- Карл-Михаэль Айде (Aura Noir, Ved Buens Ende, Dødheimsgard, Ulver) — ударные (трек 5)
- Мари Солберг — саксофон (треки 1, 2, 5, 7)
- Стейнар Сверд Йонсен (Arcturus)- синтезатор (трек 2)
- Туре Илвисакер (Ulver) — программирование (треки 3, 4, 6)
- Джеймс Морган — программирование (трек 7)